# فرد کارنو
فرد کارنو (انگلیسی: Fred Karno؛ ‏ ۲۶ مارس ۱۸۶۶ – ۱۷ سپتامبر ۱۹۴۱) کمدین، هنرمند تئاترهای سنتی و روحوضی بریتانیایی بود. او بود که موجب اشتهار و محبوبیت شیرین‌کاری «زدن کیک توی صورت» شد. هال روچ دربارهٔ او گفت: «فرد کارنو تنها یک نابغه نبود، او پایه‌گذار کمدی بزن‌بکوب بود. ما در هالیوود خیلی به او مدیون هستیم.» از جمله کسانی که در گروه هنری او فعالیت داشتند چارلی چاپلین و استن لورل بودند.
کارنو در دنیای کمدی بسیار تأثیرگذار بود - به‌ویژه در به‌کارگیری و آموزش نسلی از کمدین‌ها که البته بعدها به‌واسطهٔ استعداد و قابلیت‌های خودشان به شهرت و ثروت رسیدند، به ویژه: استن لورل، چارلی چاپلین، ویل هی، سیدنی چاپلین، اریک کمپبل و بسیاری دیگر. این کمدین‌ها ستون اصلی برنامه‌های رنگارنگ و کمدی بریتانیایی در نیمه اول قرن بیستم بودند و بسیاری از آنها توسط استودیوهای نوپا در هالیوود به‌عنوان گل سرسبد کمدی بزن‌بکوب فیزیکی به خدمت گرفته شدند.